# Beko
A Beko márka Európa 3. legnagyobb háztartási gép gyártó cégének, az Arçelik Csoportnak a tagja. Jelenleg a Beko több mint 130 országban van jelen, és a világon 2 másodpercenként értékesítenek egy Beko márkájú terméket.

## Története
A Beko-t Vehbi Koç és Leon Bejerano alapította 1967-ben Isztambulban.
1977-ben átadva az Arçelik forgalmazását az Atilimnek, a komoly tapasztalatokkal rendelkező Beko Ticaret 1983-ban Beko márkanév alatt megkezdte működését a török háztartásigép-ágazatban.
Mivel az 1990-es években a Koç Holding Tartós Fogyasztási Cikkek Csoport tevékenysége a tengerentúli piacok felé fordult, a Bekót exportmárkaként határozták meg.
A Koç Holding Tartós Fogyasztási Cikkek Csoport átalakítása eredményeként a Bekót 2000-re kiemelték a Beko Ticaret A.S.-ből, és az Arçelik márkával együtt az Arçelik A.S. céghez került.

## Fordítás
- Ez a szócikk részben vagy egészben  a   Beko című angol Wikipédia-szócikk ezen változatának fordításán alapul.  Az eredeti cikk szerkesztőit annak laptörténete sorolja fel. Ez a jelzés csupán a megfogalmazás eredetét és a szerzői jogokat jelzi, nem szolgál a cikkben szereplő információk forrásmegjelöléseként.